# Sainkho Namtchylak

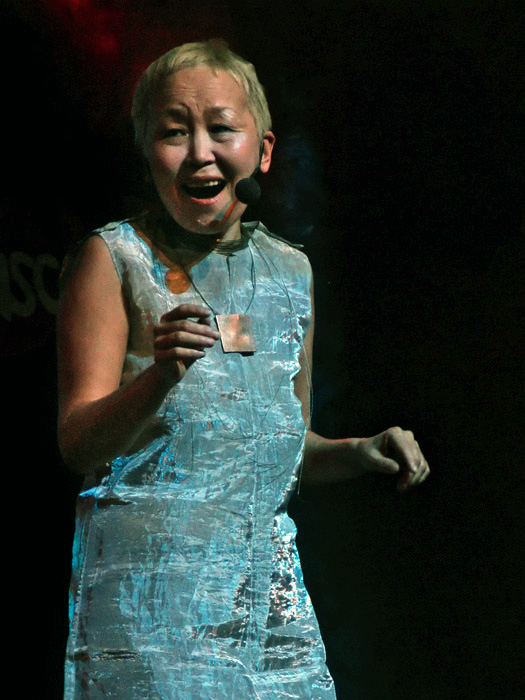
Sainkho Namtchylak en Moers Festival 2004, Alemania

Sainkho Namtchylak (1957, Tuvá, Federación Rusa) es una cantante conocida por su canto de garganta tuvano o Xöömej.

## Estilo
Sainkho Namtchylak es una cantante experimental, nacida en 1957 en un pueblo aislado en el sur de Tuvá. Experta en canto de armónicos, su música abarca avant-jazz, electrónica, composición moderna e influencias propias de su lugar de origen. En Tuvá chocan numerosas influencias culturales: las raíces turcas que comparte con Mongolia, los uigures de Xinjiang y los estados de Asia Central, diversos grupos étnicos nómadas de Siberia, principalmente influencias del grupo de Tunguska-Manchu, los viejos creyentes rusos, las poblaciones migrantes de Ucrania, Tatarstán y otros grupos minoritarios del oeste de los Urales. Todos estos grupos, influencian en Sainkho, aunque mayormente dominan las de Siberia: su tesis producida durante sus estudios vocales, primero en la Universidad de Kyzyl, y luego en el Instituto Gnesins en Moscú durante la década de 1980, la cual se centró en el estudio de música lamaísta y de culto de grupos minoritarios de Siberia, y su música con frecuencia muestra una tendencia a imitar el estilo de canto Tungus.
Hay que añadir la particular mezcla de canto Khöömei y la improvisación vanguardista. Hija de una pareja de maestros de escuela, se crio en un pueblo aislado en la frontera entre Tuvá y Mongolia, expuestos a los cantos de armónicos vernáculos, algo que era exclusivo de los hombres. Sin embargo, aprendió gran parte de su repertorio tradicional de parte de su abuela, y luego fue a estudiar música en la universidad local, pero se le negó la calificación como profesional. En secreto, estudió el canto de armónicos, así como las tradiciones chamánicas de la región, antes de salir para continuar sus estudios en Moscú (Tuvá era, en aquel momento, parte de la URSS). Al obtener su título volvió a Tuvá, donde se convirtió en miembro de Sayani, el conjunto folclórico del estado de Tuvá, antes de abandonarlo para regresar a Moscú y unirse al grupo experimental Tri-O, donde su talento vocal y su sentido de la aventura melódica y armónica podían vagar libremente. Durante varios años Sainkho invitó anualmente a músicos extranjeros a su país para promover la cultura de Tuvá. Ello la llevó en primer lugar hacia occidente en 1990, aunque su primera exposición grabada fue con la compilación de Crammed Discs, Out of Tuva. Al caer el comunismo, se trasladó a Viena, haciendo de esta ciudad su base. También se presentó alrededor de todo el mundo. En 1997 fue víctima de un ataque que la dejó en coma durante varias semanas. Las fuentes con respecto a ello son contradictorias; algunos sostienen que fue sometida a una cirugía por un grave tumor cerebral maligno. Parecía dar un paso atrás cuando grabó en 1998, Naked Spirit, que tenía inclinaciones hacia el New Age. Sin embargo, en el año 2000 lanzó Stepmother City, donde mezcló instrumentos tradicionales de Tuvá y cantó con Turntables y efectos. Un showcase en el Festival WOMEX en Berlín la llevó hacia la atención de un gran público, y en 2001 planeó una gira por los EE. UU.
En 2005, la editora italiana Libero di Scrivere lanzó el libro de poesía Karmaland. En 2006, en San Petersburgo se editó el libro  Chelo-Vek (en ruso, "Un ser humano"), que fue publicado en ruso, en tuvano y en inglés.